# Oberes Lahntal und Laaspher Rothaarkamm
Koordinaten: 50° 54′ 6″ N, 8° 16′ 41″ O
Das Naturschutzgebiet  Oberes Lahntal und Laaspher Rothaarkamm  liegt auf dem Gebiet der Gemeinde Bad Laasphe im Kreis Siegen-Wittgenstein in Nordrhein-Westfalen.
Das etwa 173,7 ha große Gebiet, das im Jahr 2006 unter der Schlüsselnummer SI-100 unter Naturschutz gestellt wurde, erstreckt sich westlich der Kernstadt Bad Laasphe und südlich von Rückershausen, einem westlichen Stadtteil von Bad Laasphe. In der nördlichen Teilfläche des Gebietes fließt die Lahn, am nordwestlichen und nördlichen Rand verläuft die Landesstraße L 719. Nordwestlich erstreckt sich das etwa 26 ha große Naturschutzgebiet Jägerwiese und Eltershausen, südlich des Gebietes verläuft die Landesgrenze zu Hessen.